# Liste der Monuments historiques in Étourvy
Die Liste der Monuments historiques in Étourvy führt die Monuments historiques in der französischen Gemeinde Étourvy auf.

## Liste der Immobilien
| Bezeichnung                | Beschreibung            | Standort                  | Kennzeichnung | Schutzstatus | Datum | Bild |
| -------------------------- | ----------------------- | ------------------------- | ------------- | ------------ | ----- | ---- |
| Brunnenkreuz Saint-Georges | aus dem 15. Jahrhundert | Route de Quincerot (Lage) | PA00078110    | Classé       | 1942  |      |

## Liste der Objekte
| Bezeichnung             | Beschreibung | Standort                        | Kennzeichnung | Schutzstatus | Datum | Bild |
| ----------------------- | --- | ------------------------------- | ------------- | ------------ | ----- | ---- |
| Kruzifix                | Eichenholz, farbig gefasst, Anfang des 17. Jahrhunderts                                                             | in der Kirche St-Georges (Lage) | PM10004885    | Inscrit      | 1985  |      |
| Hauptaltar              | Retabel, Tabernakel und Exposition; Eichenholz, farbig gefasst und vergoldet, 17. Jahrhundert; zugehörig PM10004882 | in der Kirche St-Georges (Lage) | PM10004881    | Inscrit      | 1985  |      |
| Vier Skulpturen         | Eichenholz, vergoldet, 17. Jahrhundert                                                                              | in der Kirche St-Georges (Lage) | PM10004882    | Inscrit      | 1985  |      |
| Weihwasserbecken        | Kalkstein, 17. Jahrhundert                                                                                          | in der Kirche St-Georges (Lage) | PM10004884    | Inscrit      | 1985  |      |
| Skulptur Heiliger Georg | Kalkstein, farbig gefasst, Holz, Anfang des 17. Jahrhunderts                                                        | in der Kirche St-Georges (Lage) | PM10004883    | Inscrit      | 1985  |      |